# Эйвазов, Натик Сулдуз оглы
Натик Сулдуз оглы Эйвазов (азерб. Natiq Sulduz oğlu Eyvazov; род. 2 ноября 1970, Физули, Азербайджанская ССР, СССР) — советский и азербайджанский борец греко-римского стиля, серебряный призер чемпионата мира, чемпион, серебряный и бронзовый призер чемпионатов Европы, участник Олимпийских игр.

## Биография
Борьбой начал заниматься с 1984 года. Выступал за молодежную сборную команду СССР. В ее составе был бронзовым призером чемпионата Европы среди юниоров.
Выступал за борцовский клуб «Satamoshno» Баку. Тренеры — Сенага Алескеров, Ахат Алиев.
Окончил Бакинский институт физической культуры в 1993 году и Бакинский государственный университет в 2003 году. Работает таможенным инспектором.
В 1994 году награжден Президентом Азербайджанской Республики медалью «Прогресс».